# Hvozdnica
Hvozdnica (ungarisch Fürészfalu – bis 1907 Hvoznic) ist eine Gemeinde im Nordwesten der Slowakei mit 1235 Einwohnern (Stand 31. Dezember 2024), die zum Okres Bytča, einem Teil des Žilinský kraj, gehört.

## Geographie

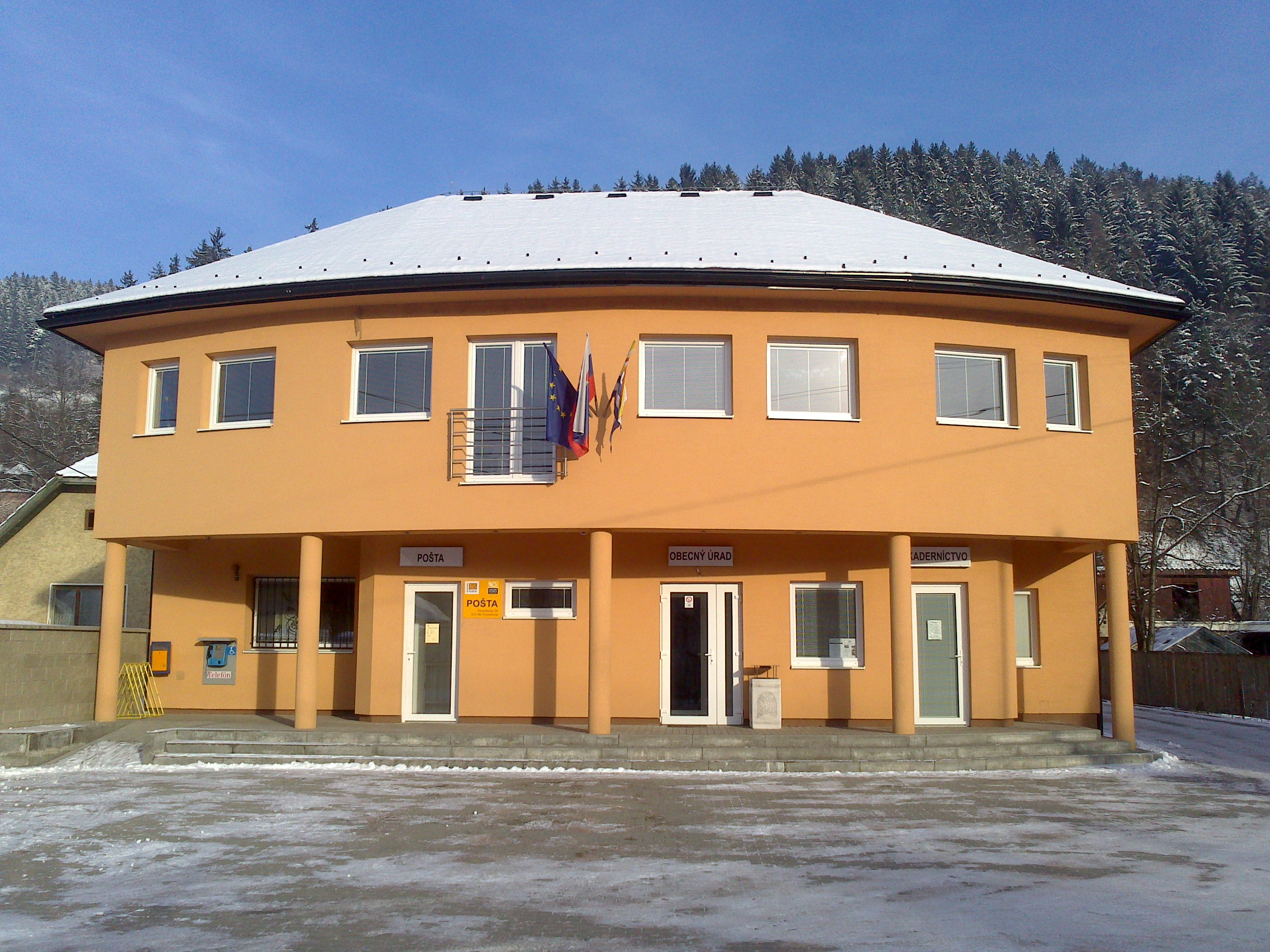
Sitz der Gemeindeverwaltung

Die Gemeinde befindet sich am Südhang des Javorník-Gebirges im Tal des Baches Štiavnik, der unterhalb des Dorfes in den Stausee Mikšová mündet und über den Hričovský kanál die Waag erreicht. Das Ortszentrum liegt auf einer Höhe von 327 m n.m. und ist sechseinhalb Kilometer von Bytča sowie 15 Kilometer von Považská Bystrica entfernt.
Nachbargemeinden sind Štiavnik im Norden, Bytča (Teil Malá Bytča) im Nordosten, Predmier im Osten und Südosten, Bytča (Teile Beňov und Mikšová) im Süden, Jasenica im Südwesten, Stupné im Westen und Brvnište im Nordwesten.

## Geschichte
Hvozdnica wurde zum ersten Mal 1250 als Hoznucha schriftlich erwähnt und kam im 14. Jahrhundert zum Herrschaftsgebiet der Waagburg. Das örtliche Recht wurde im Spätmittelalter nach deutschem Silleiner Recht organisiert. 1828 zählte man 97 Häuser und 757 Einwohner, deren Haupteinnahmequelle Landwirtschaft war.
Bis 1918 gehörte die im Komitat Trentschin liegende Gemeinde zum Königreich Ungarn und kam danach zur Tschechoslowakei beziehungsweise heute Slowakei.

## Bevölkerung
| Jahr                | 1994 | 2004    | 2014    | 2024    |
| ------------------- | ---- | ------- | ------- | ------- |
| Anzahl der Personen | 1079 | 1139    | 1185    | 1235    |
| Unterschied         |      | +5,56 % | +4,03 % | +4,21 % |

| Jahr                | 2023 | 2024    |
| ------------------- | ---- | ------- |
| Anzahl der Personen | 1226 | 1235    |
| Unterschied         |      | +0,73 % |

Nach der Volkszählung 2011 wohnten in Hvozdnica 1176 Einwohner, davon 1161 Slowaken sowie jeweils ein Kroate und Tscheche. 13 Einwohner machten keine Angaben zur Ethnie.
1125 Einwohner bekannten sich zur römisch-katholischen Kirche, 2 Einwohner zur Evangelischen Kirche A. B. sowie jeweils ein Einwohner zur altkatholischen Kirche und zur tschechoslowakischen hussitischen Kirche. 15 Einwohner waren konfessionslos und bei 32 Einwohnern ist die Konfession nicht ermittelt.

## Bauwerke
- römisch-katholische Swierad- und Benediktkirche aus dem Jahr 1994